# The Beyoncé Experience
The Beyoncé Experience was de wereldtournee die de Amerikaanse r&b-zangeres, songwriter en actrice Beyoncé in 2007 hield om haar album B'Day te promoten. De tournee deed Japan, Australië, Noord-Amerika en Europa aan, en werd gesponsord door L'Oréal en Samsung.

## Geschiedenis
Het bijzondere aan deze wereldtour was dat Beyoncé op het podium stond met een band, welke bestond uit 10 vrouwen. Deze vrouwen waren gekozen via nationale open audities in de Verenigde Staten. Voor deze tournee had Beyoncé ook alleen maar danseressen. Daar hield ze open audities voor, die begonnen in 2006 en eindigden in 2007. Knowles had vier achtergrondzangeressen, alle vier afkomstig uit Houston, waar Knowles zelf geboren en getogen is.
De repetities voor de wereldtournee begonnen in maart 2007. Het eerste concert van de tournee vond 10 april plaats in het Tokyo Dome in Tokio, waar plaats is voor 55.000 toeschouwers. Op vrijdag 18 mei deed de zangeres Nederland aan, ze stond toen in een uitverkocht Ahoy Rotterdam. Er is ook een dvd uitgekomen van de tournee, The Beyoncé Experience: Live.

## Bezetting
- Zangeres: Beyoncé Knowles
- Basgitaar: Debbie Walker
- Drums: Nikki Glaspie
- Gitaar: Belinda McGill
- Keyboards: Brittani Washington
- Keyboards: Rie Tsuji
- Keyboards: Shanice Palmer
- Slaginstrumenten: Marcella Chapa
- Saxofoon: Kathy Rodriguez-Harold
- Saxofoon: Tia Fuller
- Trompet/Trombone: Kiku Collins

## Crew
- Concept en podium: Beyoncé Knowles, Kim Burse, Frank Gatson Jr.
- Choreografie: Frank Gatson Jr., Danielle Ninja
- Tour garderobe: Tina Knowles, House of Deréon
- Tour Manager: Alan Floyd

### Setlist
- Crazy in Love / Crazy (Gnarls Barkley cover)
- Freakum Dress
- Green Light
  - Band Jazz Break – (Outfitwisseling)
- Baby Boy / Reggae Medley
- Beautiful Liar
- Naughty Girl
- Me, Myself & I
  - Dangerously in Love/Ballet Intro – (Outfitwisseling)
- Dangerously in Love / He Loves Me
- Flaws and All
  - Cops and Robbers Intro/Outfitwisseling
- Destiny's Child Medley: Independent Women Part 1/Bootylicious/No, No, No/Bug A Boo/Bills, Bills, Bills/Cater 2 U/Say My Name/Jumpin', Jumpin'/Soldier/Survivor
- Speechless
  - Ring the Alarm Jailhouse Confessions Intro – (Outfitwisseling)
- Ring the Alarm
  - (Costume Change)
- Suga Mama
- Upgrade U
- 03' Bonnie & Clyde (Beyonce's Prince Mix)
- Check on It (Special Tour Version)
- Déjà Vu
  - Bumble Bee Intro – (outfitwisseling)
- Get Me Bodied
  - Welcome to Hollywood Video – (Outfitwisseling)
- Deena / Dreamgirls
- Listen
- Irreplaceable

## Concerten
| Land (2007) | Stad       | Land                | Arena                            |
| ----------- | ---------- | ------------------- | -------------------------------- |
| 10 april    | Tokio      | Japan               | Tokyo Dome                       |
| 11 april    | Osaka      | Japan               | Osaka-jō Hall                    |
| 12 april    | Osaka      | Japan               | Osaka-jō Hall                    |
| 14 april    | Nagoya     | Japan               | Aichi Prefectural Gymnasium      |
| 21 april    | Sydney     | Australië           | Acer Arena                       |
| 22 april    | Brisbane   | Australië           | Brisbane Entertainment Centre    |
| 24 april    | Adelaide   | Australië           | Adelaide Entertainment Centre    |
| 25 april    | Melbourne  | Australië           | Rod Laver Arena                  |
| 26 april    | Sydney     | Australië           | Acer Arena                       |
| 30 april    | Frankfurt  | Duitsland           | Festhalle Frankfurt              |
| 1 mei       | Stuttgart  | Duitsland           | Hanns-Martin-Schleyer-Halle      |
| 3 mei       | Stockholm  | Zweden              | Stockholm Globe Arena            |
| 4 mei       | Hamar      | Noorwegen           | Hamar Olympic Hall               |
| 5 mei       | Aalborg    | Denemarken          | Gigantium                        |
| 7 mei       | München    | Duitsland           | Olympiahalle                     |
| 8 mei       | Wenen      | Oostenrijk          | Wiener Stadthalle                |
| 9 mei       | Zürich     | Zwitserland         | Hallenstadion                    |
| 10 mei      | Milaan     | Italië              | Mediolanum Forum                 |
| 12 mei      | Bielefeld  | Duitsland           | Seidenstickerhalle               |
| 13 mei      | Berlin     | Duitsland           | Max-Schmeling-Halle              |
| 14 mei      | Hamburg    | Duitsland           | Color Line Arena                 |
| 16 mei      | Parijs     | Frankrijk           | Palais Omnisports de Paris-Bercy |
| 17 mei      | Oberhausen | Duitsland           | König Pilsener Arena             |
| 18 mei      | Rotterdam  | Netherlands         | Sportpaleis van Ahoy             |
| 19 mei      | Antwerpen  | België              | Sportpaleis                      |
| 24 mei      | Lissabon   | Portugal            | Pavilhão Atlântico               |
| 26 mei      | Madrid     | Spanje              | Palacio Vistalegre               |
| 27 mei      | Barcelona  | Spanje              | Palau Sant Jordi                 |
| 29 mei      | Marseille  | Frankrijk           | Le Dôme de Marseille             |
| 30 mei      | Lyon       | Frankrijk           | Halle Tony Garnier               |
| 1 juni      | Birmingham | Verenigd Koninkrijk | National Indoor Arena            |
| 2 juni      | Londen     | Verenigd Koninkrijk | Wembley Arena                    |
| 3 juni      | Londen     | Verenigd Koninkrijk | Wembley Arena                    |
| 5 juni      | Cardiff    | Verenigd Koninkrijk | Cardiff International Arena      |
| 6 juni      | Nottingham | Verenigd Koninkrijk | Trent FM Arena Nottingham        |
| 7 juni      | Manchester | Verenigd Koninkrijk | Manchester Evening News Arena    |
| 9 juni      | Dublin     | Ierland             | Point Theatre                    |
| 10 juni     | Dublin     | Ierland             | Point Theatre                    |